# Dudgeonea
Dudgeonea is een geslacht van vlinders van de familie van de Dudgeoneidae. De wetenschappelijke naam en de beschrijving van dit geslacht werden voor het eerst gepubliceerd in 1900 door George Francis Hampson.
De soorten van dit geslacht komen alleen in tropisch Afrika, Madagaskar en Australië voor.

## Soorten
- Dudgeonea actinias (Turner, 1902)
- Dudgeonea leucosticta Hampson, 1900
- Dudgeonea locuples (Mabille, 1879)
- Dudgeonea lychnocycla Turner, 1945
- Dudgeonea malagassa Viette, 1957
- Dudgeonea polyastra (Turner, 1933)